# Климов Володимир Васильович
Володи́мир Васи́льович Кли́мов (24 березня 1889 , Астрахань, Астраханська губернія, Російська імперія  — 29 грудня 1975 , Ірпінь, Київська область ) — російський та український радянський скульптор.

## Біографія
Народився 24 березня 1889 року в Астрахані.
Навчався в 1909–1910 роках у Київському художньому училищі (у Ф. Балавенського), у 1911–1914 роках студіював скульптуру у Б. Едуардса, Г. Залемана і Г. Голубкіної.

## Твори
- «Ренесанс» (1912–1913);
- «Ясен» (1913–1914);
- «Портрет дівчини» (1913–1914);

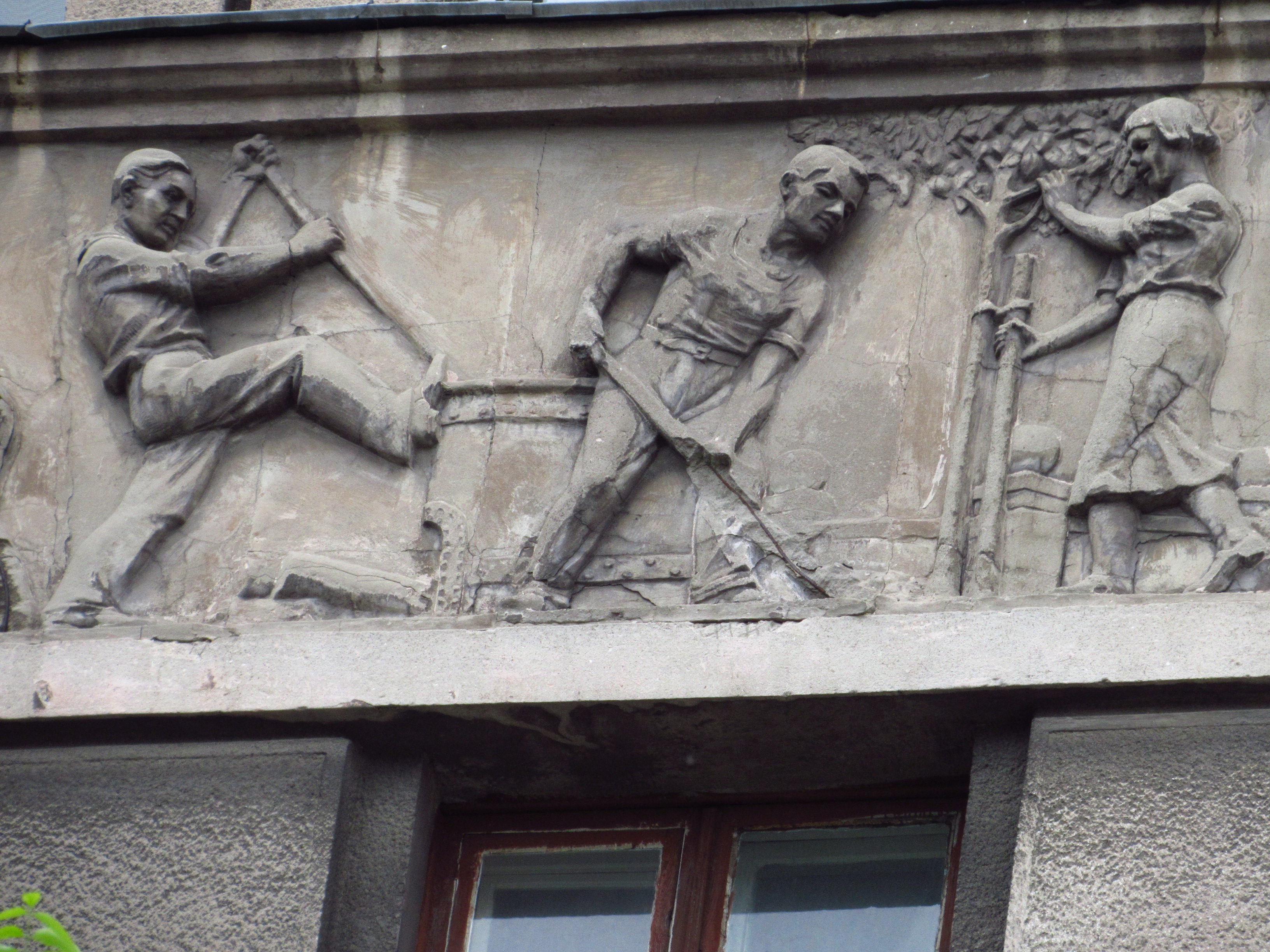
Рельєф фризу будинку на вулиці Пирогова, 2. Київ

- серія настільних скульптур «Місто» (1915–1916);
- «Чіпка» («Голова селянина», 1925);
- Рельєф фризу будинку на вулиці Пирогова, 2 в Києві;
- надгробок загиблим за свободу борцям (бронза, граніт, 1927, парк Жертв революції, Київ);
- «Селянин» (1929);
- «Білорус-партизан» (1946);
- барельєфний портрет В. І. Леніна (1956) у київському Будинку вчителя.

У 1924–1949 роках В. В. Климов викладав у різних художніх навчальних закладах.